# Kurt Linder
Kurt Linder (Karlsruhe, 1933. október 8. – Gümligen, 2022. december 12.) német labdarúgó, csatár, edző.

## Pályafutása

### Játékosként
1956-ig a Karlsruher SC, 1956–57-ben a svájci Young Boys, 1957 és 1959 között az Urania Genève, 1959–60-ban az osztrák Rapid Wien, 1960 és 1962 között a Rot-Weiß Essen labdarúgója volt. Az aktív játékot 1962–63-ban a francia Olympique Lyonnais csapatában fejezte be.

### Edzőként
1965–66-ban a svájci Lausanne Sports, 1966 és 1968 között a holland Xerxes/DHC, 1968 és 1972 között a PSV Eindhoven, 1972–73-ban a francia Olympique de Marseille, 1973 és 1977 között a svájci Young Boys, 1981–82-ben a holland Ajax vezetőedzője volt. 1983-ban ismét a Young Boys, 1988-ban újra az Ajax szakmai munkáját irányította.